# الرويس (راشيا)
الرويس هي إحدى القرى اللبنانية من قرى قضاء راشيا في محافظة البقاع.